# Verzy
Verzy är en kommun i departementet Marne i regionen Grand Est (tidigare regionen Champagne-Ardenne) i nordöstra Frankrike. Kommunen ligger i kantonen Verzy som tillhör arrondissementet Reims. År 2022 hade Verzy 958 invånare.

## Befolkningsutveckling
Antalet invånare i kommunen Verzy
| Referens: INSEE |